# Pei Wenzhong
Pei Wenzhong (裴文中S, Péi WénzhōngP, anglicizzato come W. C. Pei) (5 marzo 1904 – 18 settembre 1982) è stato un paleontologo, antropologo e archeologo cinese.
È considerato il padre fondatore dell'antropologia cinese.
Si è laureato alla Università di Pechino nel 1928 ed andò a lavorare per il Cenozoic Research Laboratory della Ricerca Geologica della Cina partecipando agli scavi di l'Uomo di Pechino in Zhoukoudian, dove fu nominato il direttore in campo degli scavi nell'anno successivo. Il lavoro a Zhoukoudian venne effettuato in condizioni estremamente difficili: per esempio, gli scienziati dovevano arrivare al campo, a cavallo di muli. Il primo teschio fu recuperato da Pei "lavorando in un crepaccio profondo 40 metri nell'acqua ghiacciata con un martello in una mano e una candela nell'altra" ", il 1º dicembre 1929, alle 4:00 del pomeriggio.
Dal 1933 al 1934 ha supervisionato gli scavi della Grotta Superiore del sito e fu direttore dell'ufficio del Cenozoic Research Laboratory della Ricerca Geologica della Cina. Ha lasciato gli scavi nel 1935 per laurearsi all'Università di Parigi e gli succedette il professor Jia Lanpo. Ritornò agli scavi nel 1937 poco prima che cessassero.
Sin da Zhoukoudian, il professor Pei ha lavorato in molti altri siti, per esempio Djalainor o Gansu. Nel 1955 fu eletto all'Accademia Cinese delle Scienze, divenne il primo Presidente del Consiglio di Amministrazione dell'Associazione Cinese dei Musei di Scienze Naturali, e il secondo direttore del Museo di Storia Naturale di Pechino. Fino alla sua morte, ha lavorato all'Istituto di Paleontologia dei Vertebrati e Paleoantropologia dell'Accademia Cinese delle Scienze. Ha anche scritto diversi libri, fra cui il primo sulla preistoria scritto in cinese.
Le sue ceneri sono sepolte a Zhoukoudian accanto a quelle dei suoi colleghi Yang Zhongjian e Jia Lanpo.